# Wysokowydajne urządzenia specjalne WUS
Wysokowydajne urządzenia specjalne WUS – polski zestaw chemiczny montowany na samochodzie służący do prowadzenia odkażania, dezynfekcji i dezaktywacji sprzętu wojskowego i terenu.

## Charakterystyka urządzenia
Wysokowydajne urządzenia specjalne WUS, wzorowane częściowo na radzieckiej instalacji TMS-65, zostało zaprojektowane przez zespół złożony ze specjalistów z Wojskowego Instytutu Chemii i Radiometrii oraz Instytutu Techniki Wojsk Lotniczych. Służy do prowadzenia zabiegów specjalnych ciężkiego sprzętu bojowego, odkażania i dezaktywacji odcinków terenu oraz dróg o utwardzonej nawierzchni, a także do wytwarzania zasłony dymnej. 
Sprzęt bojowy, drogi i odcinki terenu dezaktywuje się strumieniem gazowo-wodnym z wykorzystaniem dyszy silnika odrzutowego. Odkaża się je strumieniem gazowym, a dezynfekuje strumieniem gazowym, do którego wprowadza się roztwór podchlorynu wapniowego. Zasłonę dymną uzyskuje się przez wprowadzenie w strumień gazowy mieszanki olejów: napędowego, silnikowego i solarowego.
Wydajność urządzenia
- dezaktywacja i dezynfekcja sprzętu bojowego – 30 do 40 jednostek sprzętu na godzinę,
- odkażanie sprzętu bojowego – 10 do 15 jednostek sprzętu na godzinę,
- dezaktywacja dróg i odcinków terenu – do 20 000 m² na godzinę,
- odkażanie dróg i odcinków terenu – do 25 000 m² na godzinę,
- wykonywanie zasłon dymnych – długość do 100 m, szerokość 100–150 m[5].

## Skład urządzenia
Urządzenie do zabiegów specjalnych WUS zamontowane jest na podwoziu samochodu Star 266. 
W jego skład wchodzi:
- silnik turboodrzutowy wraz z chłodnicą układów: paliwowego, wodnego, hydraulicznego, elektrycznego i olejowego,

silnik SO-3 jest źródłem gorących gazów, a w przypadku wprowadzenia do jego dyszy wody lub oleju również źródłem strumienia gazowo-wodnego lub dymu; zużywa w ciągu godziny od 350 do 600 dm³ paliwa. Temperatura gazów przy wylocie wynosi od 580 do 640°C.
- kabina operatora,
- pomost,
- urządzenia:
  - przeciwpożarowe,
  - łączności,
  - filtrowentylacyjne,
- wyposażenie pomocnicze:
  - opończa,
  - pokrowiec.